# Lois du cricket
Les « Lois du Cricket » (en anglais, Laws of Cricket) sont un ensemble de règles qui président au déroulement d'un match de cricket. Les règles du cricket sont composées actuellement de quarante-deux lois et sont la propriété du Marylebone Cricket Club, un club privé basé à Londres.

## Lois actuelles

### Les quarante-deux lois
Les quarante-deux lois actuelles du cricket sont les suivantes:

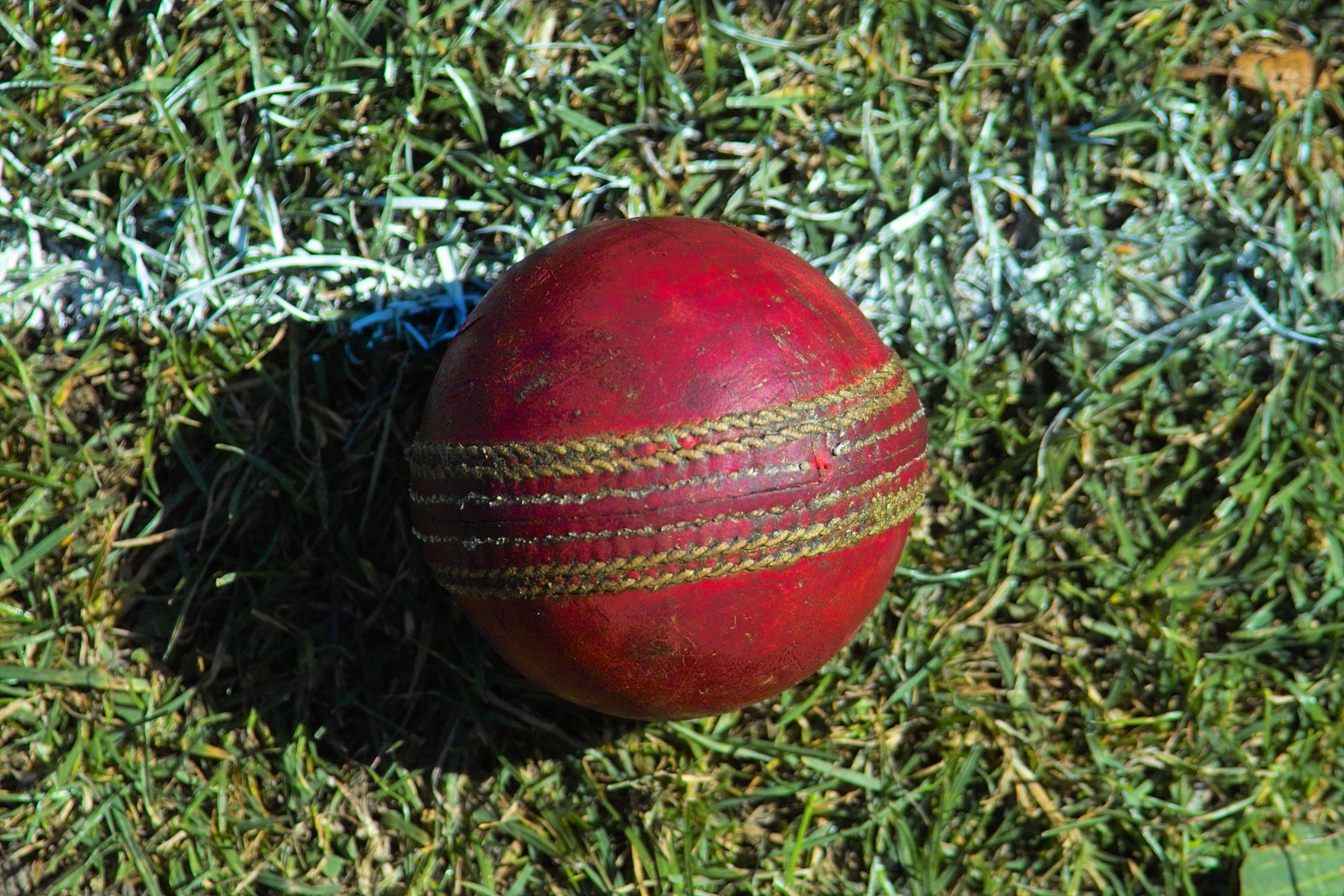
La balle de cricket est régie par la loi 4.

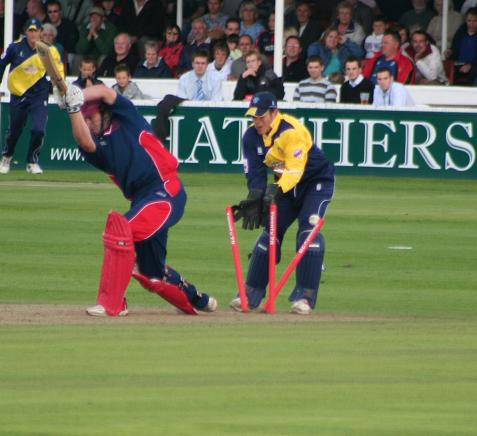
Les différents modes d'élimination des batteurs sont définis par les lois 31 à 40.

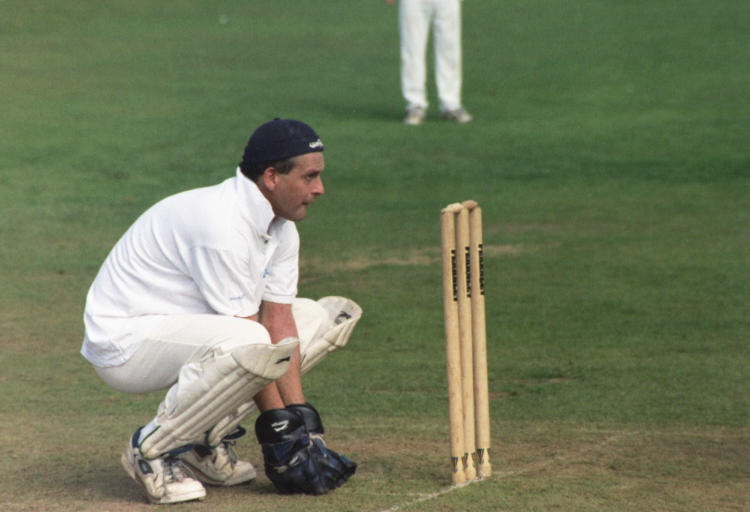
Le rôle du gardien de guichet est défini par la loi 27.

| Thème                | Loi | Objets                                         |
| -------------------- | --- | ---------------------------------------------- |
| Préparation du match | 1   | Les joueurs                                    |
| Préparation du match | 2   | Les arbitres                                   |
| Préparation du match | 3   | Les marqueurs de score                         |
| Préparation du match | 4   | La balle                                       |
| Préparation du match | 5   | La batte                                       |
| Préparation du match | 6   | La piste                                       |
| Préparation du match | 7   | Les lignes                                     |
| Préparation du match | 8   | Les guichets                                   |
| Préparation du match | 9   | Préparation et entretien du terrain            |
| Préparation du match | 10  | Protection de la piste                         |
| Préparation du match | 11  | Intervalles de temps                           |
| Préparation du match | 12  | Début et fin du jeu                            |
| Manches et résultat  | 13  | Les manches                                    |
| Manches et résultat  | 14  | L'enchaînement                                 |
| Manches et résultat  | 15  | Déclaration et forfait                         |
| Manches et résultat  | 16  | Le résultat                                    |
| Marquer des points   | 17  | La série                                       |
| Marquer des points   | 18  | Marquer des courses                            |
| Marquer des points   | 19  | Marquer des boundaries                         |
| Marquer des points   | 20  | Balle morte                                    |
| Marquer des points   | 21  | No ball                                        |
| Marquer des points   | 22  | Wide ball                                      |
| Marquer des points   | 23  | Bye et leg bye                                 |
| Les joueurs          | 24  | Le remplaçant, les joueurs quittant le terrain |
| Les joueurs          | 25  | Tour de frappe d'un batteur, les coureurs      |
| Les joueurs          | 26  | Entrainement sur le terrain                    |
| Les joueurs          | 27  | Le gardien de guichet                          |
| Les joueurs          | 28  | Les fielders                                   |
| Modes d'élimination  | 29  | Guichet renversé ou détruit                    |
| Modes d'élimination  | 30  | Batteur en dehors de sa zone sûre              |
| Modes d'élimination  | 31  | Appeal                                         |
| Modes d'élimination  | 32  | Bowled                                         |
| Modes d'élimination  | 33  | Caught                                         |
| Modes d'élimination  | 34  | Hit the ball twice                             |
| Modes d'élimination  | 35  | Hit wicket                                     |
| Modes d'élimination  | 36  | Leg before wicket                              |
| Modes d'élimination  | 37  | Obstructing the field                          |
| Modes d'élimination  | 38  | Run out                                        |
| Modes d'élimination  | 39  | Stumped                                        |
| Modes d'élimination  | 40  | Timed out                                      |
| Fair-play            | 41  | Fair-play et ce qui ne l'est pas               |
| Fair-play            | 42  | Conduite des joueurs                           |